# Salaria economidisi
Salaria economidisi és una espècie de peix de la família dels blènnids. És endèmic de Grècia i es troba en llacs d'aigua dolça. Es troba en perill a causa de la pèrdua d'hàbitat.